# Rue René Christiaens
La rue René Christiaens est une rue bruxelloise de la commune d'Auderghem qui est située dans le quartier du Transvaal, elle aboutit sur l'avenue Charles Schaller sur une longueur de 260 mètres. La numérotation des habitations va de 1 à 41 pour le côté impair et de 2 à 20 pour le côté pair.

## Historique et description
La Société Coopérative Baticoop a construit ce nouveau quartier (60 maisons) dont cette rue était l'axe principal.
Le conseil communal décida de donner, le 24 mars 1950, le nom de « rue René Christiaens » à cette nouvelle voie.

### Origine du nom
Cette rue a été nommée en la mémoire de René Joseph Albert Christiaens, né le 8 mai 1920 à Etterbeek, mort le 13 juin 1940 à Zevenkerken-Sint-Andries des suite de ses blessures lors de la campagne des 18 jours, Seconde Guerre mondiale. Il était domicilié en la commune d'Auderghem.

### Quartier de la Corée
Construit du temps de la guerre de Corée (1950-1953), la population riveraine donna le nom de la Corée à ce quartier, vu qu'ils durent patauger dans la boue durant des mois pour atteindre leur habitation. Les rues du quartier n’étant pas encore pavées avec un temps de surcroît extrêmement pluvieux, ils devaient se frayer un chemin en traversant une terrible couche de boue, qui rappelait les conditions des troupes en zone de guerre.

## Galerie

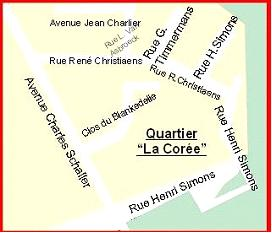
Quartier de "La Corée"